# Ampelocissus pauciflora
Ampelocissus pauciflora är en vinväxtart som beskrevs av Merrill. Ampelocissus pauciflora ingår i släktet Ampelocissus och familjen vinväxter. Inga underarter finns listade i Catalogue of Life.